# Paracrocampsa nativa
Paracrocampsa nativa är en insektsart som först beskrevs av Melichar 1926.  Paracrocampsa nativa ingår i släktet Paracrocampsa och familjen dvärgstritar.
Artens utbredningsområde är Ecuador. Inga underarter finns listade i Catalogue of Life.